# Породы индеек

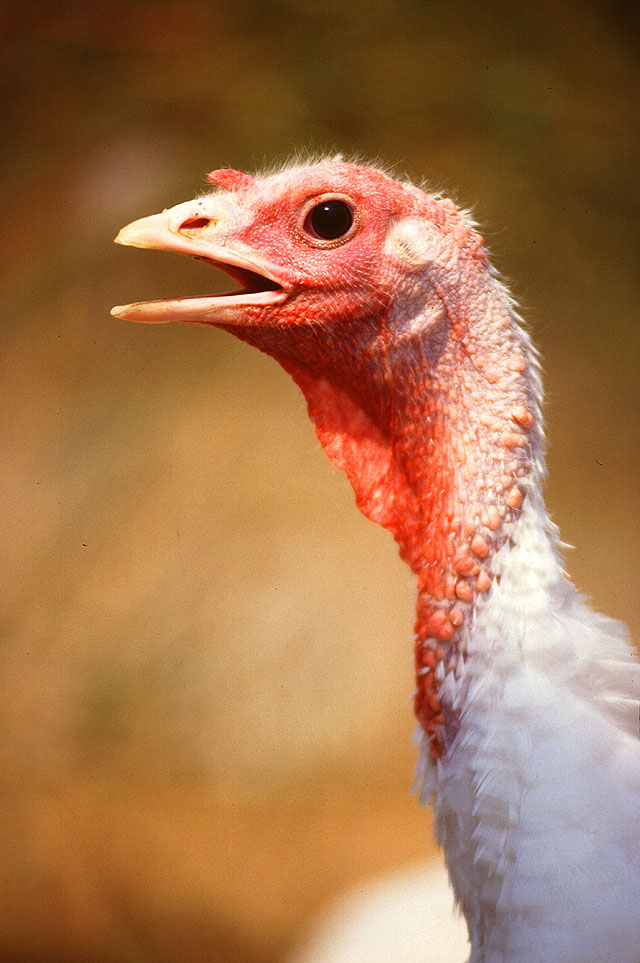
Самка одной из самых распространённых пород индеек — широкогрудой белой

Поро́ды инде́ек — совокупность разновидностей и племенных групп одомашенных индеек, созданных человеком от их диких предков — североамериканских индеек — путём искусственного отбора.

## Общие сведения
После того как домашняя индейка попала в XVI веке из Нового Света в Европу, её стали разводить в Испании, Франции, Англии и в других европейских странах. При этом в ходе искусственного отбора и скрещиваний получали различные породы индеек, отличавшиеся по окраске оперения и другим признакам.
К концу XX — началу XXI веков, по сведениям, собранным под эгидой Продовольственной и сельскохозяйственной организации ООН (ФАО) в Глобальном банке данных генетических ресурсов домашних животных, и опубликованным во «Всемирном списке наблюдения за разнообразием домашних животных» (англ. «World Watch List for Domestic Animal Diversity»), в мире насчитывалась 31 порода индеек, большинство из которых были представлены в Европе. Сообщалось о трёх национальных программах по сохранению породного состава индеек, поскольку отмечалось его обеднение, в результате чего 15 пород индеек находились на грани исчезновения. Информация о породах индеек и других домашних животных и птиц собирается для банка данных по всем странам через национальных координаторов и добровольных помощников-специалистов, а «Всемирный список наблюдения за разнообразием домашних животных» трижды обновлялся.
По данным оценки и инвентаризации генетических ресурсов (генофонда) домашней птицы в странах Восточной Европы и бывшего Советского Союза, в 1970-е — 1990-е годы в этом регионе имелось 13 пород и разновидностей индеек местного происхождения, в том числе 7 были созданы на территории современной России, однако в целом происходило сокращение их поголовья и породного состава:
| Порода (разновидность)     | Страна происхождения | Страны распространения |
| -------------------------- | -------------------- | ---------------------- |
| Новозагорская чёрная       | Болгария             | Болгария               |
| Бронзовая местная          | СССР (Молдавия)      | Молдавия               |
| Палевая                    | СССР (Молдавия)      | Молдавия               |
| Московская белая           | СССР (Россия)        | Россия, Украина        |
| Московская бронзовая       | СССР (Россия)        | Россия, Украина        |
| Северокавказская белая     | СССР (Россия)        | Россия, Украина        |
| Северокавказская бронзовая | СССР (Россия)        | Россия, Болгария       |
| Серебристая                | СССР (Россия)        | Россия                 |
| Сталинградская бронзовая   | СССР (Россия)        | Россия, Украина        |
| Тихорецкая чёрная          | СССР (Россия)        | Россия                 |
| Узбекская бронзовая        | СССР (Узбекистан)    | Россия, Молдавия       |
| Узбекская палевая          | СССР (Узбекистан)    | Россия, Молдавия       |
| Украинская бронзовая       | СССР (Украина)       | Украина                |

## Описание пород

### Старинные
В прежние времена в хозяйствах разводили несколько разновидностей индеек, причём главным образом обращалось внимание на величину; оперение и окраска перьев имели второстепенное значение. К наиболее ранним относят следующие породы индеек:
- Норфолкская чёрная[англ.], или испанская чёрная (англ. Black Spanish), у которой на хвосте и спине перья оттеняют в тёмно-бурый цвет с зелёным отливом, индюшата имеют около головы белые пятна; ноги у индеек чёрные, рост средний, вес 15—18 кг (для сравнения: у диких — 8—10 кг). Выведены в графстве Норфолк в Восточной Англии из индеек, прибывших в начале XVI века из Испании.
- Кембриджская, или голландская, — оперение чёрное с голубоватым, весьма блестящим отливом; у цыплят буровато-серые пятна. Разновидности: бронзовая (медного цвета), красновато-бурая, серая и белая, иногда с чёрными концами перьев на хвосте. В прошлом индейки белой разновидности разводились предпочтительно перед другими во Франции вследствие замечательной нежности и приятного вкуса мяса. Наиболее старая разновидность — кембриджская бронзовая (Cambridge Bronze), первоначально известная как норфолкская бронзовая, которая имеет то же происхождение, что и норфолкская чёрная. Обе породы начиная с XVII века поставлялись на рынки Лондона, причём стада индеек, ноги которых покрывали смолой, гнали в столицу Англии своим ходом.
- Широкогрудая бронзовая (англ. Broad-breasted Bronze), или американская бронзовая, — прекрасного сложения, с бурым оперением, отливающим бронзовым, фиолетовым и пурпурным оттенками; вес 12—18 кг.
- Английская хохлатая — с перистым, стоячим на голове у самок и висящим у самцов хохлом длиной до 15—18 см[8].
- Наррагансетская (Narragansett).
- Палевая, или джерсейская палевая (англ. Jersey Buff).
- Синевато-серая (англ. Blue Slate).
- Бурбонская красная (англ. Bourbon Red).
- Королевская пальмовая (Royal Palm).

Во второй половине XIX века Чарлз Дарвин упоминал в своих трудах об индейках норфолкских (Norfolks), суффолкских (Suffolks), белых (Whites) и кембриджских, или медных (Cambridge, или Copper-coloured).
В США следующие старинные и некоторые более поздние породы индеек получили статус национальных «пород наследия» (Heritage turkey breeds):
- Голландская белая (White Holland).
- Испанская (норфолкская) чёрная.
- Наррагансетская.
- Синевато-серая.
- Широкогрудая (американская) бронзовая.
- Бурбонская красная.
- Королевская пальмовая.
- Белтсвильская (англ. Beltsville Small White).

### В XX столетии
В XX столетии с развитием современного промышленного птицеводства распространение в мире получили следующие породы:
- Широкогрудая белая, или крупная белая (англ. Broad-breasted White, или Large White)[10], — выведена в 1960-х годах в США скрещиванием голландских белых индеек с широкогрудыми бронзовыми, широко распространена в мире; оперение белое, на груди пучок чёрных перьев, сносят за год 90—120 яиц, масса самцов 14—17 кг, самок 8—10 кг, требовательны к условиям содержания и кормления[11].
- Широкогрудая бронзовая[12].
- Белтсвильская[12].
- Английская мини[12].

### В бывшем СССР
На территории бывшего СССР и России разводили и/или разводят в основном следующие породы и породные группы индеек:
- Северокавказская бронзовая — выведена в Ставропольском крае в 1946 году скрещиванием местных бронзовых индеек с широкогрудыми бронзовыми, утверждена в качестве породы в 1956 году; оперение бронзовое, очень подвижны, жизнеспособны, масса самцов 12—14 кг, самок 6,5—8 кг, средняя годовая яйценоскость 75—80 яиц (отдельные особи сносят до 130 яиц), масса яиц 80—85 г[13][14].
- Северокавказская белая — выведена в Ставропольском крае в 1964 году скрещиванием северокавказских бронзовых индеек с широкогрудыми белыми, утверждена в качестве породы в 1975 году; оперение белое, масса самцов 12—14 кг, самок 6,5—7 кг, средняя годовая яйценоскость 75—90 яиц, масса яиц 80—85 г[15][16].
- Московская белая — выведена в Московской области путём скрещивания местных белых с белыми голландскими и белтсвильскими индейками; отличается высокой жизнеспособностью, скороспелостью, является самой распространенной российской породой индеек; масса самцов 12—14 кг, самок 7—8 кг[17][18].
- Московская бронзовая — выведена в Московской области при скрещивании местных бронзовых индеек с северокавказскими и широкогрудыми бронзовыми[19].
- Тихорецкая чёрная — выведена в Тихорецком районе Краснодарского края селекцией местных чёрных индеек, ранее известна как кубанская чёрная и краснодарская чёрная; оперение чёрное с бронзовым отливом, масса самцов 9,5—10 кг, самок 4,5—5,0 кг, мясных индюшат в 17-недельном возрасте — 3,2—4,4 кг, средняя годовая яйценоскость 80—100 яиц, масса яиц 80—85 г[20].
- Грузинская местная —создана скрещиванием аборигенных пород с завозившейся в Грузинскую ССР более продуктивной птицей и с последующим разведением гибридов в экстенсивных условиях содержания[21].
- Узбекская местная — получена в результате длительного отбора местных индеек, приспособленных к условиям Средней Азии; основная разновидность по цвету оперения — бронзовая, имеется также палевая и др.[22][23]
- Широкогрудая белая — импортирована в СССР трижды (1961, 1970, 1971)[11][24].

По состоянию на 1 января 1990 года, в бывшем СССР имелись следующие отечественные породы и популяции индеек (как местные, так и отселекционированные):
- Азербайджанская местная бронзовая (малая численность).
- Грузинская местная (малая численность).
- Московская белая.
- Московская бронзовая (малая численность).
- Северокавказская белая.
- Северокавказская бронзовая.
- Серебристая (малая численность).
- Сталинградская бронзовая (малая численность).
- Тихорецкая чёрная.
- Украинская бронзовая (малая численность).
- Узбекская местная.

В этот же период значительное поголовье составляла импортированная промышленная птица широкогрудой белой и широкогрудой бронзовой пород.
В современном промышленном индейководстве для получения тушек хорошего товарного вида используются индейки в основном с белым оперением. Основную часть поголовья на промышленных предприятиях бывшего СССР составляют широкогрудая белая и северокавказская белая породы, а также московская белая породная группа и кроссы с использованием их специализированных линий.
В 2007 году северокавказская белая, северокавказская бронзовая, московская белая и тихорецкая чёрная были зарегистрированы в Министерстве сельского хозяйства Российской Федерации в качестве пород российской селекции.

### В настоящее время в Российской Федерации
В Российский Государственный реестр селекционных достижений, допущенных к использованию в 2020 году, включено 7 пород, 10 кроссов и 8 линий индеек . 
В настоящее время для экономически выгодного получения мяса в основном используются тяжелые кроссы.  
Хайбрид конвертер  
БИГ-6, БУТ-8 и им подобные 

## Генетика
С целью обследования генетического разнообразия и филогенетического родства между породами и популяциями домашних индеек проводят их генотипирование с помощью генетических маркеров — минисателлитов, или ДНК-фингерпринтов (VNTR), случайно амплифицируемой полиморфной ДНК (RAPD) и микросателлитов.